# Pavee
I Pavee (in irlandese an lucht siúil, in inglese chiamati soprattutto Irish Travellers o Tinkers) sono un popolo nomade di origine irlandese, che attualmente vive principalmente in Irlanda, Gran Bretagna e negli Stati Uniti d'America.
Sono conosciuti anche come Irish Travellers (inglese: viaggiatori irlandesi), Minceir, Lucht siúil (gente che cammina), tinkers (inglese: stagnai), walking people (gente che cammina). Essi chiamano le persone al di fuori della loro comunità Buffers o Rooters.

## Origini
Le origini di questo gruppo nomade sono tutt'altro che note. Vi sono diverse ipotesi difficili da verificare, poiché questo popolo ha una tradizione orale, e molti dei racconti sono più leggendari che storici. Tra le ipotesi più diffuse:
- i pavee discendono da un altro popolo nomade, i Tarish.
- i pavee discendono da proprietari terrieri irlandesi che hanno perso i loro possedimenti a seguito della conquista dell'Irlanda ad opera del condottiero inglese Oliver Cromwell, e della grande carestia che colpì il Paese negli anni 1840. Tale ipotesi sembra avvalorata dal fatto che molti cognomi pavee sono comuni alla popolazione stanziale (ad esempio, quella che è considerata la più antica famiglia pavee, il clan Dooley, porta un cognome comune anche tra irlandesi stanziali[1]).
- uno studio genetico recente ha però identificato che alcune malattie genetiche, piuttosto rare nella popolazione irlandese, sono diffuse nella popolazione pavee. Anche se non si può escludere che ciò sia dovuto ai matrimoni tra membri della comunità di piccole dimensioni, viene fatta l'ipotesi che il gruppo etnico da cui i pavee discendono non sia lo stesso da cui discendono gli odierni irlandesi[2].
- i pavee discendono da uno stagnaio, unico artigiano che aveva accettato di fondere i chiodi per costruire la croce di Cristo, e per questo condannato a vagare senza trovare stabile dimora[3].
- i pavee sarebbero discendenti dei Rom, sebbene recenti studi sembrino non avvalorare tale ipotesi, poiché non sembra esserci alcuna correlazione genetica tra questi due popoli[4].

Non c'è inoltre certezza di quanto sia antica questa popolazione, infatti sebbene alcuni aspetti facciano propendere per un gruppo esistente già secoli fa, altre considerazioni fanno pensare che questo popolo sia relativamente recente.

## Lingua e abitudini di vita
I pavee si distinguono dalle popolazioni stanziali dei paesi in cui vivono sia per la lingua che per le abitudini di vita.
Essi parlano lo Shelta, che a sua volta conosce due dialetti (il Gammen e il Cant), una lingua creola derivata dall'inglese e dal gaelico irlandese. Le prime testimonianze di questa lingua risalgono al XVIII secolo. In epoche recenti è stata redatta una forma scritta di questa lingua, basata sull'alfabeto latino.
I pavee sono appassionati allevatori di cani (soprattutto, lurcher e levriere inglese a pelo raso) e di cavalli (organizzando ogni anno una fiera equina a Ballinasloe).
Bareknuckle boxing è un'attività sportiva tipica dei pavee, sebbene praticata pure dalle popolazioni stanziali.
Uno studio del 2007 pubblicato in Irlanda rivela che metà della popolazione pavee non raggiunge i 39 anni.

## Discriminazioni e razzismo
I pavee sono riconosciuti dalla legge inglese come un gruppo etnico.
Un gruppo etnico è definito come un insieme di persone che si riconoscono in una comune genealogia, che si distinguono dalle altre popolazioni per cultura, lingua, religione, comportamenti o tratti somatici.
L'Irlanda invece li riconosce solo come gruppo sociale.
In Irlanda e in Inghilterra i pavee sono chiamati con i nomi dispregiativi di zingari, diddycoy, stagnai o knacker (macellai di cavalli). Lo stile di vita pavee è spesso all'origine di conflitti con le comunità locali, specialmente nelle zone urbane.

### Situazione in Gran Bretagna
- I pavee sono accusati di furti, truffe, violenze ed altri fatti criminali. Gli avvocati dei pavee, congiuntamente alla Commissione per l'equità razziale nel Regno Unito, ribattono che i pavee sono un gruppo etnico con una storia antica, e non esistono prove che la loro presenza aumenti i tassi di criminalità locale.
- Un motivo di grande attrito in Gran Bretagna è la questione dei campi. Per garantire i diritti di questi nomadi fu approvata nel 1968 una legge che ne proteggeva la cultura e lo stile di vita. Nel 1994 la legge fu rivista, cancellando il dovere da parte delle autorità locali di organizzare campi e permettendo la chiusura di quelli esistenti. Negli ultimi anni, a causa della mancanza di sostegno, i pavee hanno comprato terre e costruito case senza averne i permessi, per poi difenderle sostenendo che demolirle sarebbe stato un abuso contro i diritti umani. La questione fu al centro della campagna elettorale del 2005. I pavee sostengono inoltre che le zone attrezzate a cui hanno accesso sono insufficienti, quindi di fatto costretti a fondare campi in zone non autorizzate[10].

## Censimento
Secondo il censimento del 2006, i pavee che vivono in Irlanda sono 22.435. La maggioranza (20.975) vive in zone urbane, e il resto (1.460) in zone rurali. I pavee corrispondono allo 0,5% della popolazione irlandese.
Il 41,5% (9310) dei pavee hanno età inferiore ai 14 anni, mentre la fascia 
d'età tra i 15 e i 24 anni corrisponde al 15,2% (3.406) della 
popolazione pavee. Sebbene la crescita demografica dei pavee sia diminuita a partire dagli anni novanta, essa rimane una delle più alte d'Europa 
(Nel 2005 il tasso delle nascite era di 33,32 per 1 000 abitanti contro la media nazionale irlandese che nel 2007 era di 15,0)
Le aspettative di vita della popolazione pavee sono estremamente basse. La principale causa di morte per gli uomini sono gli incidenti stradali (22%, un valore 10 volte più elevato della media nazionale). Rispetto alla media nazionale irlandese, un bambino pavee ha una probabilità 10 volte maggiore di morire entro 2 anni (la mortalità tra i pavee è di un bambino su 10), mentre un terzo della popolazione pavee non raggiunge i 25 anni d'età, contro il 2,6% della media nazionale. L'80% dei pavee muore prima dei 65 anni
Si stima che i pavee siano circa 19.000 in Inghilterra e circa 7.000 negli Stati Uniti.

## Nelle opere
Nel film Snatch - Lo strappo figura, tra i protagonisti, il personaggio di Mickey O'Neil (interpretato da Brad Pitt), un pavee abile nella boxe che viveva in un campo nomadi con la sua numerosa famiglia, avendo parecchio fiuto per gli affari.
Il film Codice criminale di Adam Smith narra delle vicende di una famiglia di pavee. Attore protagonista Michael Fassbender. I membri dei Peaky Blinders (divenuti famosi per la serie tv BBC) appartenevano per metà a questo gruppo.
Nella serie televisiva Netflix The Gentlemen (2024 TV series), ambientata ad Halstead nella Contea dell'Essex, vengono citati i "The Travelers" e vengono rappresentati come inglesi nomadi che vivono di criminalità, che si spostano su roulotte e carri trainati da cavalli.